# Кадлубово
Кадлубово (пол. Kadłubowo) — село в Польщі, у гміні Дзежонжня Плонського повіту Мазовецького воєводства.
Населення — 132 особи (2011).
У 1975-1998 роках село належало до Цехановського воєводства.

## Демографія
Демографічна структура станом на 31 березня 2011 року:
|          | Загалом | Допрацездатний вік | Працездатний вік | Постпрацездатний вік |
| -------- | ------- | ------------------ | ---------------- | -------------------- |
| Чоловіки | 71      | 19                 | 43               | 9                    |
| Жінки    | 61      | 16                 | 32               | 13                   |
| Разом    | 132     | 35                 | 75               | 22                   |